# New Munich (Minnesota)
New Munich es una ciudad ubicada en el condado de Stearns en el estado estadounidense de Minnesota. En el Censo de 2010 tenía una población de 320 habitantes y una densidad poblacional de 235,34 personas por km².

## Geografía
New Munich se encuentra ubicada en las coordenadas 45°37′51″N 94°45′9″O / 45.63083, -94.75250. Según la Oficina del Censo de los Estados Unidos, New Munich tiene una superficie total de 1.36 km², de la cual 1.36 km² corresponden a tierra firme y (0%) 0 km² es agua.

## Demografía
Según el censo de 2010, había 320 personas residiendo en New Munich. La densidad de población era de 235,34 hab./km². De los 320 habitantes, New Munich estaba compuesto por el 100% blancos, el 0% eran afroamericanos, el 0% eran amerindios, el 0% eran asiáticos, el 0% eran isleños del Pacífico, el 0% eran de otras razas y el 0% pertenecían a dos o más razas. Del total de la población el 0% eran hispanos o latinos de cualquier raza.